# Кохання зле (Доктор Хаус)
«Кохання зле» (англ. Love Hurts)  — двадцята серія першого сезону американського телесеріалу «Доктор Хаус». Прем'єра епізоду проходила на каналі FOX 10 травня 2005.

## Сюжет
Хаус зустрічає свого майбутнього пацієнта прямо у стінах лікарні Принстон-Плейнсборо, коли у нього почалась задуха. Тим часом на роботу повертається Кемерон. На комп’ютерній томографії Форман помічає ішемію, щоб впевнитись в цьому Харві Парку потрібно зробити магнітний резонанс. Але Кемерон проти цього так як у Харві металева щелепа. Хаус наказує перевірити пацієнта на васкуліт, периферійну невропатію та наркотики.
При розмові Формана й Чейза з Харві лікарі знайомляться з Аннетт Райнес, подругою Харві. Чейзу здається, що він вже бачив десь цю жінку. Тим часом на прийомі у Хауса немолода жінка, з болем у статевому органі, просить лікаря, щоб він виписав її чоловіку слабшу віагру. Невдовзі Форман і Чейз повідомляють Хаусу про свої теорії: Форман вважає, що у Харві згусток крові в ушкодженому клапані, який може привести до інсульту; Чейз вважає, що у пацієнта аневризма. Так як остання теорія не має підтверджень, Хаус назначає лікування антибіотиками. Зайшовши в палату Форман, Кемерон і Чейз бачать, як Аннетт душить Харві. Кемерон і Форман спантеличені цією ситуацією, але Чейз пояснює: Харві — садомазохіст, а Аннетт — домінатрікс. Лікарня вирішує заборонити Аннетт заходити до будівлі, а тим паче підходити до Харві.
Через деякий час Форман змінює свою думку і підтримує теорію Чейза. Хаус наказує прооперувати Харві і виявити аневризму. Чейз йде до Харві, щоб отримати дозвіл на операцію, проте Харві каже, що без Аннетт він не може вирішити. Лікарі вимушені привести Аннетт до Харві, щоб вона наказала йому підписати дозвіл, але у того трапляється інсульт. Кемерон і Чейз йдуть додому Харві. Там вони не помічають нічого незвичайного окрім великої купки тік-таку і різних приладів для садомазохізму. Дивлячись, що тік-таку доволі багато, Чейз бере дві пляшечки. Так як операція потрібна і потрібна негайно, Кемерон, Чейз і Форман мають знайти батьків Харві, щоб ті підписали угоду. Нарешті Чейз додзвонюється до них, але ті кидають слухавку. Хаус передзвонює їм і каже, що їх син Харві помер. Їм потрібно приїхати до лікарні і впізнати тіло. Дізнаючись, що Харві не мертвий, батьки йдуть до Кадді, щоб поскаржитись на лікарню. Після розмови Хаус запевнює них підписати дозвіл на операцію.
Того ж вечора Хаус і Кемерон йдуть на побачення. Кемерон намагається звабити Хауса, але той дає їй зрозуміти, що не любить її. Наступного ранку хірург повідомдяє, що у Харві Парка не має аневризми. Хаус посилає Формана, Чейза і Кемерон робити інші аналізи, які можуть допомогти виявити хворобу їхнього пацієнта. Рамона (жінка похилого віку, яка була на прийомі у Хауса) і її чоловік Майрон приходять до Хауса за віагрою. Хаус запевнює Рамону сказати Майрону про її справжні відчуття до їх сексуального життя. Невдовзі Хаус згадує тік-так Чейза і розуміє справжній діагноз. Він збирає команду і прямує до палати Харві. Понюхавши запах з рота пацієнта, а це був запах старої блювоти, Хаус каже про свій діагноз — гострий гостеоміт. Заражена тканина в щелепі блокувала потік крові до мозку, а не видно їх було через металеву щелепу. Харві проходить ще одну операцію в якій йому вичистили гній.